# سه‌گون‌برگ
سه‌گون‌برگ (نام علمی: Triphyophyllum peltatum) نام یک گونه از رده دولپه‌ای‌ها است.